# Liste der Naturdenkmäler in Proveis
Die Liste der Naturdenkmäler in Proveis (italienisch Proves) enthält die drei als Naturdenkmal ausgewiesene Objekte auf dem Gebiet der Gemeinde Proveis in Südtirol.
Basis ist das im Internet einsehbare offizielle Verzeichnis der Naturdenkmäler in Südtirol (Stand: 23. Januar 2015). Dabei kann es sich um botanische, geologische oder hydrologische Naturdenkmäler handeln. Die Reihenfolge in dieser Liste orientiert sich an der ID, alternativ ist sie auch nach dem Namen sortierbar.

## Liste
| Foto |                 | Name                       | Standort                     | Beschreibung |
| ---- | --------------- | -------------------------- | ---------------------------- | --- |
| BW   | Datei hochladen | Oberer See ID: 071_G01     | 46° 29′ 8″ N, 10° 59′ 0″ O   | Hydrologisches Naturdenkmal: Bergsee                                                                            |
| BW   | Datei hochladen | Unterer See ID: 071_G02    | 46° 29′ 19″ N, 10° 59′ 9″ O  | Hydrologisches Naturdenkmal: Bergsee                                                                            |
| BW   | Datei hochladen | Samerberg-Moos ID: 071_G03 | 46° 30′ 10″ N, 10° 59′ 36″ O | Hydrologisches Naturdenkmal: kleiner flacher Bergsee mit Verlandungsbereich und angrenzenden Verlandungsflächen |

| Foto: | Fotografie des Naturdenkmals. Klicken des Fotos erzeugt eine vergrößerte Ansicht. Daneben finden sich zwei Symbole: |
| ID    | Identifikator bei der Abteilung Natur, Landschaft und Raumentwicklung der Südtiroler Landesverwaltung               |